# Paulí de Biterrae
Paulí de Biterrae (Paulinus, Paulinos Παυλι̂νος) fou un bisbe gal de Biterrae (o Baeterrae) la moderna Besiers, vers el 420 aC.
Se li atribueix l'Acta S. Genesii notarii Arelatensis que altres pensen que correspon a Paulí de Nola sota el nom del qual s'ha publicat. En tot cas va escriure diverses cartes encícliques donant compte de portents que havien passat a la ciutat.